# Olsbrücken
Olsbrücken là một đô thị ở huyện Kaiserslautern, trong bang Rheinland-Pfalz, phía tây nước Đức. Đô thị Olsbrücken có diện tích 7,22 km², dân số thời điểm ngày 31 tháng 12 năm 2006 là 1156 người.